# Salman Al-Faraj
Salman Mohammed Al-Faraj (Medina, 1 de agosto de 1989), é um futebolista saudita que atua como meio-campo. Atualmente joga pelo Al-Hilal.

## Carreira
Salman Al-Faraj representou a Seleção Saudita de Futebol na Copa da Ásia de 2015.

## Títulos
Al-Hilal
- Campeonato Saudita: 2009–10, 2010–11, 2016–17, 2017–18, 2019–20, 2020–21, 2021–22, 2023–24
- Copa do Rei: 2015, 2017, 2019–20, 2023–24
- Copa da Coroa do Príncipe:  2008–09, 2009–10, 2010–11, 2011–12, 2012–13, 2015–16
- Supercopa da Arábia Saudita: 2015, 2018, 2021, 2023
- Liga dos Campeões da AFC: 2019, 2021